# Mutter (album)
Mutter – trzeci album studyjny grupy Rammstein, wydany w roku 2001.
Nagrania w Polsce uzyskały certyfikat platynowej płyty.

## Lista utworów
1. „Mein Herz brennt”  – 4:40
2. „Links 2-3-4”  – 3:36
3. „Sonne”  – 4:32
4. „Ich will”  – 3:37
5. „Feuer frei!”  – 3:08
6. „Mutter”  – 4:29
7. „Spieluhr” (Gościnnie Khira Li)  – 4:46
8. „Zwitter”  – 4:17
9. „Rein Raus”  – 3:11
10. „Adios”  – 3:49
11. „Nebel”  – 4:54
12. „Hallelujah”  – 3:45 (tylko edycja japońska)

### Tour Edition Bonus CD
1. „Ich will” (live);– 3:57
2. „Links 2-3-4” (live);– 4:54
3. „Sonne” (live);– 4:42
4. „Spieluhr” (live);– 5:27

### Wydanie japońskie
Wydanie japońskie zawiera 11 utworów ze zwykłej edycji, gdzie po ostatnim utworze, „Nebel”, utwór trwa dalej, tyle, że nic nie słychać do 6:55, po czym zaczyna się utwór „Hallelujah”. Najprawdopodobniej jest to nieukończona wersja utworu, gdyż różni się od wersji pochodzącej z singla „Links 2-3-4”. Na początku owego utworu nie słychać chóru, a w jego połowie, partia basowa opiera się tylko na jednym riffie.

## Pozycje na listach
| Lista         | Kraj              | Pozycja |
| ------------- | ----------------- | ------- |
| Billboard 200 | Stany Zjednoczone | 77      |
| OLiS          | Polska            | 4       |